# Freddie Francis
Frederick William Francis BSC (Londres, 22 de dezembro de 1917 — Middlesex, 17 de março de 2007) foi um diretor de fotografia e diretor de cinema britânico.
Ele alcançou seus maiores sucessos como diretor de fotografia, ganhando inclusive dois Óscars, por Sons and Lovers (1960) e Glory (1989). Como diretor, ele tem estado de culto por conta de sua associação com as empresas britânicas de produção Amicus Productions e Hammer Films na década de 1960 e década de 1970.

## Filmografia seleccionada

### Como diretor de fotografia
- Mine Own Executioner (1947)
- Room at the Top (1958)
- Sons and Lovers (1960)
- Never Take Sweets from a Stranger (1960)
- The Innocents (1961)
- The Elephant Man (1980)
- The French Lieutenant's Woman (1981)
- Dune (1984)
- Glory (1989)
- Cape Fear (1991)
- The Man in the Moon (1991)
- School Ties (1992)
- Rainbow (1996)
- The Straight Story (1999)

### Como director
- The Evil of Frankenstein (Hammer, 1963)
- Traitor's Gate (1964)
- Nightmare (1964)
- Dr. Terror's House of Horrors (Amicus, 1965)
- The Skull (Amicus, 1965)
- Torture Garden (Amicus, 1968)
- Dracula Has Risen from the Grave (Hammer, 1968)
- Trog (Herman Cohen Productions, 1970)
- Tales From The Crypt (Amicus, 1972)
- The Creeping Flesh (Tigon, 1973)